# دره کوگان
دره کوگان، روستایی از توابع بخش مرکزی شهرستان ممسنی در استان فارس ایران است.

## جمعیت
این روستا در دهستان بکش یک قرار دارد و براساس سرشماری مرکز آمار ایران در سال ۱۳۸۵، جمعیت آن زیر سه خانوار بوده‌است.